# Pogrom w Safedzie (1834)
Pogrom w Safedzie – pogrom ludności żydowskiej do którego doszło mieście Safed podczas arabskiego powstania w Palestynie w 1834 roku. Pogrom trwał przez 33. dni, od 15 czerwca do 17 lipca 1834 roku.

## Tło historyczne
Miasto Safed jest położone w Górnej Galilei. W XVI wieku stało się ono centrum żydowskiego mistycyzmu skupionego wokół kabały. Od XVII wieku jest uznawane za jedno z czterech świętych miast judaizmu (obok Jerozolimy, Tyberiady i Hebronu). Z tego powodu, przez całą długość historii Safedu zawsze istniała tam społeczność żydowska. Gdy w 1799 roku Napoleon Bonaparte po niepowodzeniu w oblężeniu Akki rozpoczął wycofywanie się z Palestyny (będącej wówczas częścią Imperium osmańskiego), zamieszanie w rejonie wykorzystali Arabowie, którzy wszczęli zamieszki w Safedzie. Dzielnica żydowska została zniszczona, a wielu Żydów dotkliwie pobitych. W latach 1809–1810 do miasta dotarła grupa żydowskich imigrantów z Litwy, na czele których stał rabin Eliasz ben Salomon Zalman. Wzmocniło to tutejszą społeczność żydowską, umożliwiając odbudowę gospodarczą. Jeden z imigrantów, Izrael Beck założył pierwszą hebrajską drukarnię w Palestynie. W latach 1812–1814 epidemia dżumy zdziesiątkowała Safed (zmarło około 80% żydowskich mieszkańców miasta). Ci co ocaleli, zostali w 1819 roku okupem gubernatora Akki, Abdullaha Paszy. W 1823 roku trzęsienie ziemi było przyczyną dużych zniszczeń w mieście. Podczas powstałego później zamieszania, doszło do licznych grabieży w żydowskiej dzielnicy. Pomimo to, w 1830 roku w mieście mieszkało około 4 tys. Żydów, stanowiąc co najmniej połowę populacji.
W latach 1831–1834 doszło do wojny egipsko-osmańskiej, do której wstępem była wojna o niepodległość Grecji. Egipski wicekról Muhammad Ali był autokratycznym despotą, który widział potrzebę sprawowania kontroli nad Wielką Syrią. Posiadała ona niezwykle strategiczne położenie na Bliskim Wschodzie, a dodatkowo miała bogate zasoby naturalne. Co ważniejsze, Wielka Syria mogła odgrywać rolę strefy buforowej między Egiptem a Imperium osmańskim. Dlatego wysłał swojego zdolnego generała Ibrahima Pasza z poleceniem zajęcia Wielkiej Syrii. Pretekstem do wszczęcia wojny było zażądanie od gubernatora Akki Abdullaha Paszy zwrotu 6 tys. chłopów, którzy mieli zbiec z Egiptu przed płaceniem podatków i schronić się właśnie w Akce. Pod pretekstem odzyskania chłopów, Ibrahim Pasza wylądował w Jafie i szybko zajął Jerozolimę oraz przybrzeżne rejony Palestyny i Libanu. Po kilku bitwach z Turkami osmańskimi, zajął w czerwcu 1832 roku Damaszek. Gdy w 1833 roku do Safedu zaczęły zbliżać się wojska egipskie, Druzowie splądrowali żydowską dzielnicę. Mieszkańcy wówczas nie ucierpieli, gdyż zdołali schronić się na przedmieściach. W rezultacie kolejnych podbojów, cała Palestyna znalazła się pod panowaniem egipskim. Ibrahim Pasza przygotowywał się dalej do wkroczenia na terytorium Turcji, czym zagroziłby Konstantynopolowi. Do prowadzenia wojny potrzebował jednak silnej armii. W owym czasie tradycyjne armie składały się z wojsk najemnych, niewolników oraz członków kasty wojowników. Dla utrzymania dużej armii, Egipcjanie potrzebowali jednak dużych środków finansowych. Z tego powodu, Ibrahim Pasza nałożył na zdobyte tereny Palestyny wysokie podatki. Wywołało to wzrost niezadowolenia społecznego. Ludność arabska Palestyny i Syrii w większości uważała siebie za poddanych Imperium osmańskiego. Podbój egipski rozbudził w nich patriotyzm osmański. Gdy władze egipskie ogłosiły przymusowy pobór do wojska, stało się to powodem do wybuchu chłopskiego buntu. Chłopi wierzyli bowiem, że pobór do armii oznacza dla każdego z nich wyrok śmierci. W ten sposób 19 maja 1834 roku wybuchło arabskie powstanie w Palestynie. Na jego czele stanęli członkowie najważniejszych arabskich klanów w Jerozolimie, Jafie, Nablusie i Hebronie. Prości arabscy chłopi szybko zorientowali się, że Żydzi i chrześcijanie są łatwymi celami ataków oraz grabieży. Angielski podróżnik i historyk Alexander William Kinglake, który odwiedził Galileę, usłyszał historię, że przed pogromem w Safedzie pewien muzułmański duchowny Muhammad Damoor miał publicznie prorokować, że „prawdziwie wierzący wzrosną w sprawiedliwym gniewie przeciwko Żydom, i sprofanują ich złoto, ich srebro i ich klejnoty”. Mogło się to stać bezpośrednim impulsem do pogromu Żydów w mieście.

## Przebieg
Według relacji Alexandra Kinglake, w dniu 15 czerwca 1834 roku do Safedu przybył Muhammad Damoor, który przemówił do zebranych muzułmanów wzywając ich do wypełnienia proroctwa. Doszło wówczas do pogromu ludności żydowskiej, który trwał przez 33. dni. Mężczyźni, kobiety i dzieci byli bici, ograbiani i pozbawiani ubrań. Ocaleni szukali schronienia w okolicznych górach lub sąsiednich wioskach. Niektórzy półnadzy ukrywali się na polach, oczekując na koniec pogromu. Ich domy, sklepy i trzynaście synagog zostało splądrowanych i zniszczonych.
Jeden z uciekinierów z miasta, z wielkim trudem zdołał wysłać listy do zagranicznych konsulów przebywających w Bejrucie, informując ich o pogromie w Safedzie. Ich skargi i nalegania o interwencję, zmusiły Ibrahima Paszę do wydania rozkazu swoim libańskim sojusznikom, aby przerwali pogrom. Libański emir Baszir Szihab II wkroczył 17 lipca 1834 roku do Safedu, przywracając porządek w mieście. Większość sprawców pogromu zbiegło. Żołnierze schwytali jednak trzynastu przywódców oraz gubernatora miasta. Zostali oni osądzeni i publicznie powieszeni w Akce.
Nigdy nie ustalono liczby zabitych i rannych, ale gmina żydowska poniosła bardzo dotkliwe straty. Prawdopodobnie zabitych nie było wielu, jednak liczba rannych i okaleczonych mogła sięgać kilkuset osób.

## Konsekwencje
Po ustaniu zamieszek, ocaleni Żydzi powrócili do swoich domów. Ibrahim Pasza nałożył kontrybucję na okoliczne wioski, zdołała ona jednak tylko w niewielkim stopniu wynagrodzić Żydom poniesione straty. Zdołano odzyskać tylko niewielką część rozkradzionego mienia. Pogrom z 1834 roku przyczynił się do osłabienia tutejszej gminy żydowskiej. Trzęsienie ziemi z 1837 roku tylko pogłębiło zniszczenia dzielnicy żydowskiej. Na wiosnę 1838 roku napięte stosunki społeczne doprowadziły do wybuchu powstania druzyjskiego. W jego trakcie, w dniu 5 lipca 1838 roku Druzowie wtargnęli do Safedu dopuszczając się kolejnego pogromu Żydów. Dopiero w 1840 roku władze osmańskie zdołały przywrócić porządek w Galilei i w Safedzie.